# Maja Säfström
Maja Säfström, född 6 oktober 1987 i Stockholm, är en svensk illustratör och arkitekt. Hon är mest känd för sina illustrationer på Instagram. Säfströms debutbok The Illustrated Compendium of Amazing Animal Facts gavs ut i mars 2016 och tog sig i maj samma år in på New York Times best sellerlista. Boken finns även utgiven på svenska hos Natur & Kultur.
Säfström har studerat arkitektur på KTH och var redaktör för humortidningen Blandaren.

## Priser och utmärkelser
- 2013 – OFFECT-priset för examensprojekt 100 days of drawing[8][9].
- 2016 – Slangbellan för Fantastiska fakta om djur[10].
- 2020 – Carl von Linné-plaketten för Fantastiska fakta om djurungar [11]